# Neomargarodes erythrocephalus
Neomargarodes erythrocephalus är en insektsart som beskrevs av Green 1914. Neomargarodes erythrocephalus ingår i släktet Neomargarodes och familjen pärlsköldlöss. Inga underarter finns listade i Catalogue of Life.